# Nová Lovaň
Nová Lovaň (francouzsky Louvain-la-Neuve) je město v Belgii, asi třicet kilometrů jihovýchodně od Bruselu a jižně od města Lovaň. Žije v něm okolo třiceti tisíc obyvatel a je součástí obce Ottignies-Louvain-la-Neuve v provincii Valonský Brabant.

## Historie
Nová Lovaň je nejmladším městem v Belgii. Vznikla poté, co etnické konflikty na Katolické univerzitě v Lovani vyústily v její rozdělení podle jazykového klíče. Nově zřízená frankofonní Université catholique de Louvain zakoupila pro své sídlo zemědělskou půdu v regionu Bois de Lauzelle, kde v roce 1969 začala stavba města podle moderního urbanistického plánu ve stylu ville nouvelle, který vypracoval tým Groupe Urbanisme & Architecture, a v roce 1972 se nastěhovali první obyvatelé. Jedinou starší budovou je bývalá farma v Biéreau, přebudovaná na kulturní dům.
Fungování města se řídí hlavními zásadami: aby ve městě kromě studentů a zaměstnanců univerzity žili i představitelé jiných profesí a aby byla automobilová doprava svedena do podzemí, takže po ulicích se pohybují pouze chodci a cyklisté. Plánovači se chtěli vyhnout odlidštěnosti většiny moderních měst, proto převažují nízké cihlové budovy a úzké ulice, které zkrášlují četné sochy a fresky. Domy jsou vlastněny formou emfyteuze, aby se zamezilo spekulacím s nemovitostmi. Častou formou studentského ubytování je kot-à-projet, kdy spolubydlící zároveň spolupracují na dobročinných akcích. Nízký věkový průměr obyvatel se odráží v bohatém nočním životě.
Nová Lovaň se dělí na pět čtvrtí (Biéreau, Lauzelle, Hocaille, Bruyères a Baraque) a má asi deset tisíc stálých obyvatel, ve všední dny se zde pohybuje přes čtyřicet tisíc lidí. Nachází se zde kampus univerzity, nejstarší vědeckotechnický park v Belgii, mateřské, základní i střední školy, nákupní středisko, sportovní hala, umělé jezero s promenádou, množství kulturních sálů, univerzitní muzeum a Hergého muzeum. Každoročně se koná Open Jazz Festival, město je známé také charitativním cyklistickým závodem 24 heures vélo de Louvain-la-Neuve a sídlí zde baseballový klub Louvain-la-Neuve Phoenix. Město má dobré silniční i železniční spojení s Bruselem.